# Изабела Скорупко
Изабела Дорота Скору̀пко (на шведски: Izabella Scorupco; на полски: Izabella Dorota Skorupko) е полско-шведска актриса, певица и модел. През 1995 г. играе ролята на Наталия Симонова във филма „Златното око“ с актьора Пиърс Броснан.

## Биография
Скорупко е родена на 4 юни 1970 г. в Бялисток, Полша. Когато е на една годинка, майка ѝ и баща ѝ се разделят и тя остава с майка си. През 1978 г. се премества в Стокхолм, Швеция, където се научава да говори английски, френски и шведски. Изабела започва актьорската си кариера през 1988 г., когато шведският режисьор Стефан Хилденбранд я кани за главната роля във филма „Никой не може да обича като нас“.
От 1996 до 1998 г. е женена за полския хокеист Мариуш Черкавски. През септември 1997 г. им се ражда дъщеря – Джулия.
На 30 януари 2003 г. се жени за американеца Джефри Реймънд. На 24 юли 2003 им се ражда син – Якоб.

## Филмография
| Година | Заглавие                        | Роля             |
| ------ | ------------------------------- | ---------------- |
| 1988   | Никой не може да обича като нас | Анели            |
| 1991   | Берт                            | Зинди Дабровски  |
| 1994   | V som i viking                  | Самотна майка    |
| 1995   | Сълзите на Св. Петър            | Карла            |
| 1996   | Златното око                    | Наталия Симонова |
| 1999   | С огън и меч                    | Елена            |
| 2000   | Водолазът                       | Ирена            |
| 2000   | Вертикална граница              | Моника           |
| 2002   | Царството на огъня              | Алекс            |
| 2004   | Заклинанието:Начало             | Сара             |
| 2005   | Шпионин                         | Сабина           |
| 2007   | Слънчева буря                   | Ребека           |
| 2010   | Сред нас                        | Сесилия          |
| 2014   | Мики и Вероника                 | Вероника         |
| 2015   | Сомнамбул                       |                  |